# Goldene Haggada

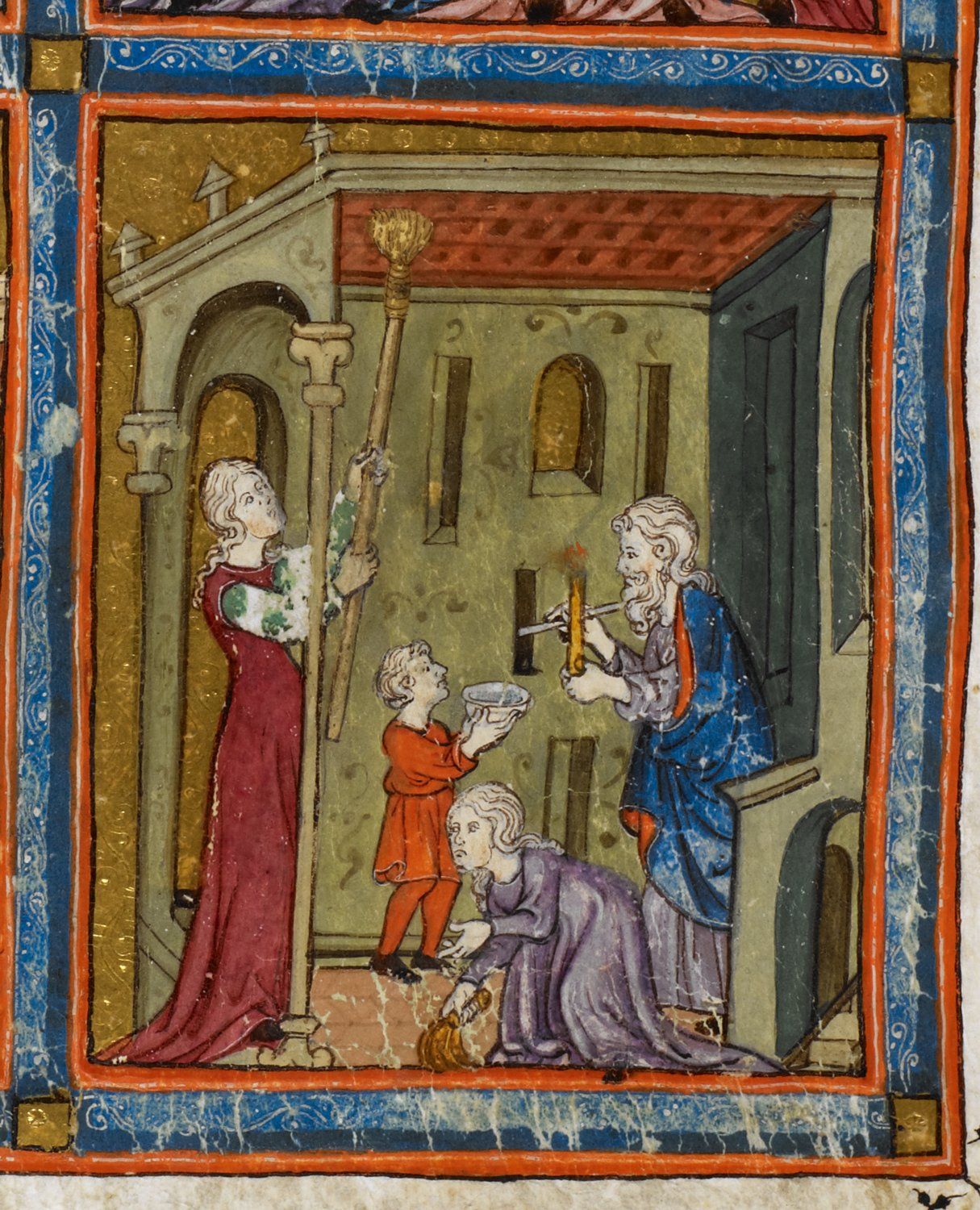
Alle Familienmitglieder beteiligen sich an der rituellen Reinigung des Hauses vor dem Pessachfest (Goldene Haggada, fol 15r, Detail)

Die Goldene Haggada (Golden Haggadah) ist ein illuminierter, um 1320 in Katalonien geschriebener hebräischer Codex. Diese Pessach-Haggada befindet sich in der British Library und hat die Signatur Add MS 27210. Sie wurde so benannt, weil sie mehrere Seiten mit farbigen Illustrationen im Stil der Hochgotik vor einem Hintergrund aus Blattgold aufweist.

## Kodikologie
Der Codex umfasst 101 Blätter mit den Abmessungen von 245 × 190/200 mm. Das Beschreibmaterial ist größtenteils Pergament mit einigen im 17. Jahrhundert hinzugefügten Blättern aus Papier. Der Satzspiegel variiert: 155/175 × 130/150 mm. Der Einband (braunes Marokko-Leder mit Blindprägung) ist frühneuzeitlich, ehemals vorhandene Buchschließen fehlen.
Das Titelblatt (fol 2r) wurde im 17. Jahrhundert auf einer unbeschriebenen Seite des mittelalterlichen Codex hinzugefügt. Es weist ein zentrales Schriftfeld mit dem Buchtitel hebräisch סדר הגדה של פסח seder haggada schel pesach „Ordnung der Pessach-Erzählung“ in einem Architekturrahmen auf. 1602 wurde außerdem eine ganzseitige Darstellung eines Wappens der jüdischen Familien Gallico und Rava hinzugefügt (fol 16r).
Der Text ist in sefardischer Quadratschrift geschrieben und teilweise punktiert. Er wurde größtenteils im 14. Jahrhundert geschrieben, mit Ergänzungen des 17. Jahrhunderts.
Für die sieben illustrierten Doppelseiten wurde im 14. Jahrhundert stets die hochwertigere Fleischseite des Pergaments verwendet; die dazwischen liegenden Doppelseiten blieben frei. Auf dieser Haarseite der Pergamentblätter wurde im 17. Jahrhundert ein mnemotechnisches Gedicht über die halachischen Regeln des Pessachfestes geschrieben, das von Blattwerk gerahmt ist.

## Provenienz
Die Goldene Haggada wurde vermutlich um 1320 in Katalonien geschrieben und illustriert; ein Kolophon ist nicht vorhanden. Als Entstehungsort wird neben Barcelona auch Lleida vorgeschlagen.
Mehrere Eintragungen informieren über die späteren Geschicke des Codex, der mit aus Spanien vertriebenen Juden nach Italien gelangte:
- Februar 1599: Unterschrift des christlichen Zensors Fra Luigi da Bologna (fol 101v).[2]
- 1602: Das hinzugefügte Titelblatt weist die Haggada als Hochzeitsgeschenk des Rabbi Joav Gallico von Asti an seinen Schwiegersohn, den Gelehrten Elija, Sohn des Menachem Rava, aus.
- 1613: Unterschrift des christlichen Zensors Camillo Jaghel (fol 101v).
- 1626: Unterschrift des christlichen Zensors Renato de Modena (fol 101v).
- 22. Januar 1689: Geburtseintrag des Asarja Zedekija Chajim Aschkenasi (fol 1r).

Joseph Almanzi (1801–1860) erwarb die Haggada für seine Büchersammlung; sie erhielt dort die Nr. 328. Der Berliner Buchhändler Adolf Asher erwarb die Handschrift als Teil der Sammlung hebräischer Manuskripte Almanzis im Jahr 1865 für die British Library.

## Forschungsgeschichte
Der israelische Kunsthistoriker Bezalel Narkiss promovierte 1963 mit einer Arbeit über die Goldene Haggada. Er wies die Illustrationen zwei Buchmalern zu, die in der nordfranzösischen Tradition ausgebildet worden seien. Als direkte Vorlagen vermutete Narkiss französische (christliche) Zyklen von Bibelillustrationen, doch nahm er auch Kontakte nach Spanien und Italien an. In einigen Fällen schlug er eine Beziehung zur byzantinischen und spätantiken (christlichen und jüdischen) Malerei vor. Durch ein Faksimile der kompletten Haggada machte Narkiss diese 1970 einer größeren Öffentlichkeit bekannt. Durch Narkiss’ Analyse der Goldenen Haggada, die er in späteren Publikationen vertiefte, waren der Forschung mehrere Fragestellungen eröffnet:
- Gibt es über mehrere Jahrhunderte hinweg Bezüge zur spätantiken jüdischen Kunst, beispielsweise zum biblischen Freskenzyklus der Synagoge von Dura Europos?
- Wie gingen die Illustratoren mit der biblischen Ikonographie der christlichen Mehrheitsgesellschaft um?

## Illustrationen zu Genesis und Exodus
Die Goldene Haggada gehört zu einer Gruppe katalanischer Haggadot des 14. Jahrhunderts, die auf den vorderen Seiten einen Bilderzyklus zu den Büchern Genesis (Bereschit) und Exodus (Schemot) enthalten, der keine direkte Beziehung zum Text der Haggada hat. Sie ist das bedeutendste Manuskript dieser Handschriftengruppe und besitzt eine Schwesterhandschrift (Sister Haggadah, Katalonien um 1350), die stilistisch zwar verschieden, ikonografisch aber sehr ähnlich ist.
Vergleichbare Bilderzyklen am Buchanfang weisen auch lateinische Psalter aus Frankreich und England (12./14. Jahrhundert) auf. Die Künstler der katalanischen Haggadot rezipierten die zeitgenössische christliche Ikonografie der betreffenden biblischen Szenen, allerdings weniger die spanische Buchmalerei als die italienische und französische. Katrin Kogman-Appel vermutet, dass die Buchmaler der Haggadot bei der Bildgestaltung spontan Elemente aus der jüdischen Auslegungstradition integrierten, um die christliche Bildgebung in einen jüdischen Kontext zu übersetzen. Das war schon deshalb notwendig, weil die christliche Buchkunst zur typologischen Lektüre des Alten Testaments anregte: Begebenheiten und Einzelheiten des Alten Testaments wurden als Hinweise auf Jesus Christus verstanden. Die Ikonografie der Schöpfungsgeschichte nahm sehr stark auf die christliche Theologie (Inkarnation, Trinitätslehre) Bezug. Darin liegt wahrscheinlich der Grund, warum die Buchmaler der mittelalterlichen Haggadot mit Ausnahme der Sarajevo-Haggada die Weltschöpfung gar nicht darstellten. Das ist auch der Fall bei der Goldenen Haggada. Sie beginnt mit der Szene, wie der noch einsame Urmensch im Paradies den Tieren ihre Namen gibt.
Insgesamt 14 ganzseitige Illustrationen sind in der Goldenen Haggada zu sieben Doppelseiten gruppiert. Jede Seite weist vier gerahmte Bildfelder auf, die (entsprechend der hebräischen Leserichtung) in der Reihenfolge oben rechts – oben links – unten rechts – unten links angeordnet sind.

### Erste Doppelseite: Urgeschichte und Abraham

#### fol 2v

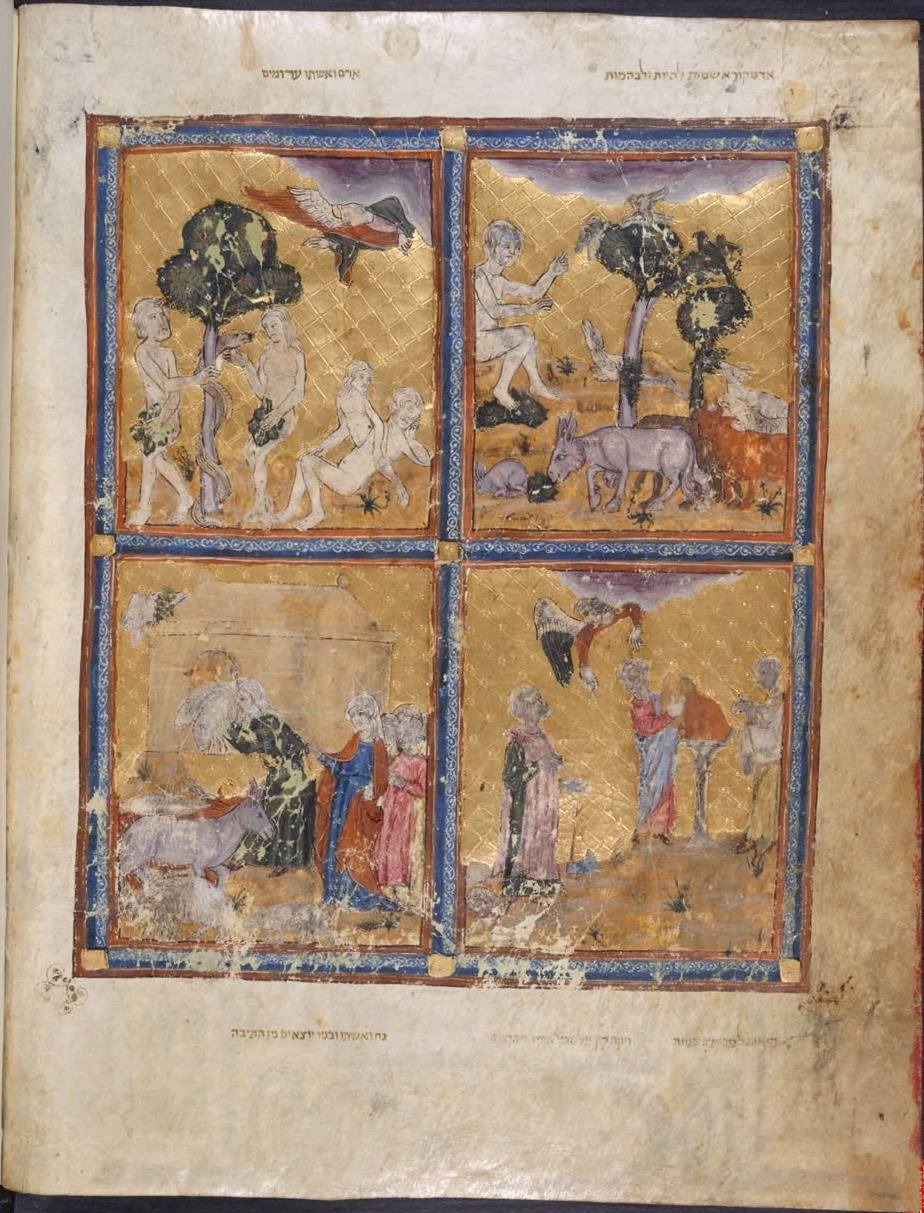
fol 2v

- Adam gibt den Tieren ihre Namen (Gen 2,20 EU). Der unbekleidete Mensch, auf einer kleinen Bodenerhebung am linken Bildrand sitzend, hat den linken Arm erhoben und wendet sich verschiedenen Tierarten zu, die sich um zwei Bäume im Zentrum des Bildes scharen, nämlich Hase, Esel, Rind, zwei Schafe, eine Ziege, drei Vögel (Rabe und Taubenpaar) und (im Hintergrund) die Schlange, welche vor dem Sündenfall als Vierfüßer dargestellt ist. Sechs der Tierarten gelten in der Tora als koscher und sind außerdem als Opfertiere im jüdischen Heiligtum von Bedeutung. Die nicht koscheren Tiere sind ausgewählt, weil sie in den folgenden Illustrationen zu Genesis und Exodus nochmal auftreten.[7]
- Erschaffung Evas (Gen 2,21–25 EU); Sündenfall (Gen 3,1–24 EU). Das Bildfeld ist zweigeteilt: rechts die Erschaffung Evas, links die Paradiesszene. Die christliche ikonographische Tradition stellte Gott-Vater dar, der Eva aus der Seite des schlafenden Adam emporsteigen lässt; Eva wendet sich dabei Gott zu. Die Goldene Haggada entspricht dem jüdischen Bilderverbot, das eine Darstellung Gottes ausschließt, und zeigt Eva, wie sie sich Adam zuwendet.[8] Adam und Eva sind in der linken Bildhälfte unter dem Paradiesbaum dargestellt, um dessen Stamm sich die Schlange windet, welche auf Augenhöhe mit Eva im Kontakt ist. Mann und Frau bedecken ihre Blöße mit Feigenblättern. Vom oberen rechten Bildrand werden sie aus einer Wolke von einem Engel angesprochen.
- Kain und Abel (Gen 4,1–16 EU). Rechts bringt Abel sein Opfer dar. Links steht Kain, die Axt in der Hand, mit der er seinen Bruder Abel erschlagen hat. Von der Mitte des oberen Bildrands wendet sich ein Engel aus einer Wolke heraus an Kain. Er weist mit einer Hand auf den Kopf des opfernden Abel, mit der anderen Hand auf Kains Axt.
- Noachs Familie verlässt die Arche (Gen 8,1–22 EU).

#### fol 3r

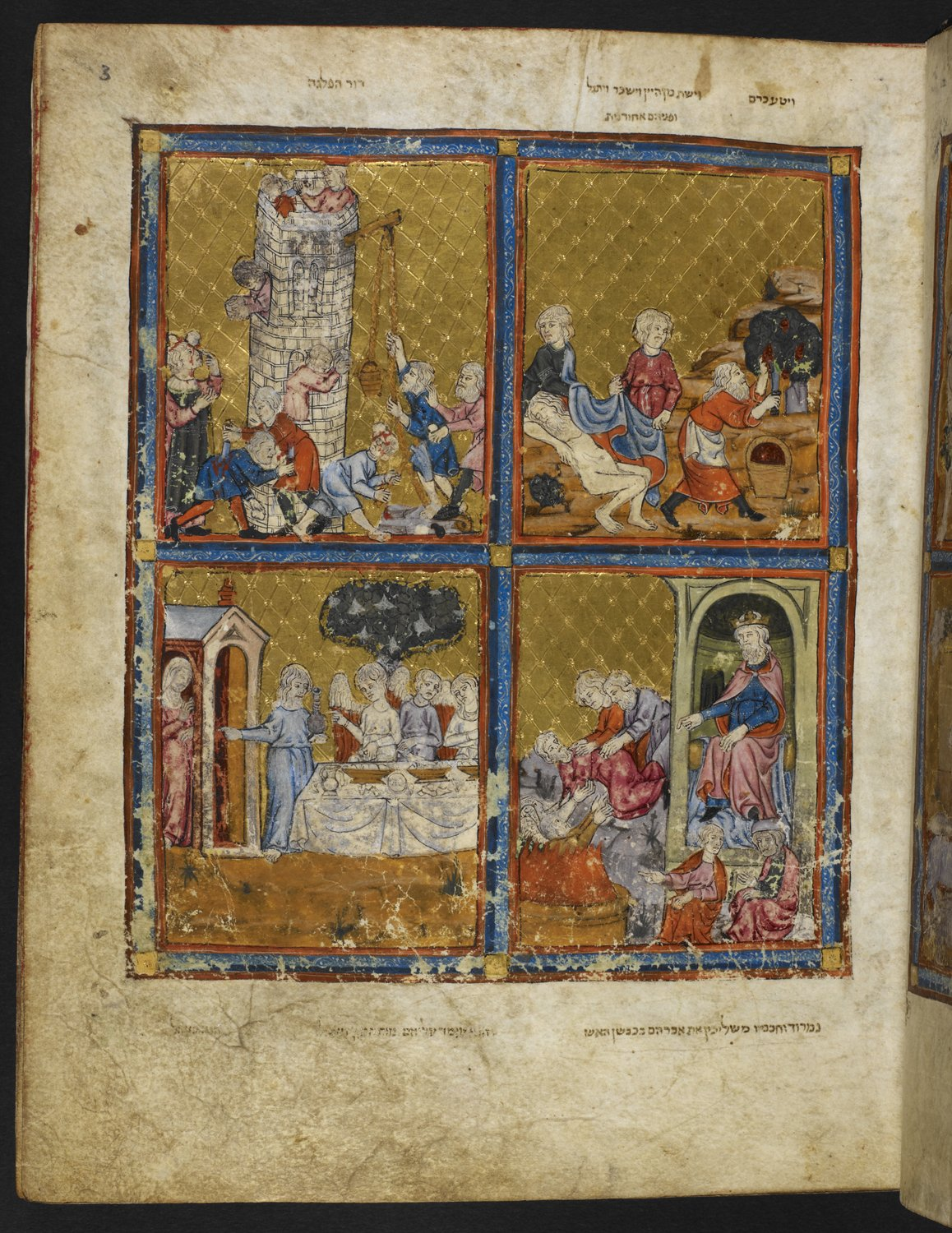
fol 3r

- Noach als Weinbauer (Gen 9,18–29 EU). Das Bildfeld ist zweigeteilt. Rechts sieht man Noach bei der Traubenernte. Sein Weinberg liegt in einer bergigen Gegend. Noach hat eine Schürze umgebunden und schneidet mit dem Rebmesser eine dunkelrote Traube ab; sein auf dem Boden stehender Korb ist bereits mit Trauben gefüllt. In der linken Bildhälfte liegt der nach dem Weingenuss trunkene Noach nackt auf dem Boden und wird von seinen Söhnen Sem und Jafet mit abgewandten Gesichtern zugedeckt.
- Turmbau zu Babel (Gen 11,1–9 EU). Die Ikonografie entspricht dem christlichen Vorbild. Aus dem Midrasch stammt aber die Besonderheit, dass die mit dem Turmbau beschäftigten Menschen sich gegenseitig ermorden.[9]
- Abraham wird auf Geheiß des Königs Nimrod in den Feuerofen geworfen. Diese Episode kommt im Buch Genesis nicht vor und findet sich im spätantiken Midrasch Bereschit Rabba.
- Abraham bewirtet seine Gäste im Hain Mamre (Gen 18,1–15 EU). Hier musste sich der jüdische Buchmaler mit der christlichen Auslegungstradition auseinandersetzen, die in den drei Gästen Gott Vater, Sohn und Heiligen Geist, im Tisch den Altar und in dem Festmahl das Heilige Abendmahl angedeutet sah. Die Goldene Haggada stellt die drei Gäste als Engel dar. Die Aufmerksamkeit des Betrachters wird aber von den Engeln weg auf Abraham gezogen, der einerseits mit einer Karaffe bereitsteht, um seinen Gästen einzuschenken, andererseits auf die hinter ihm im Haus stehende Sara weist. Damit wird betont, dass das Hauptthema der Erzählung die Verheißung eines Sohnes für Sara und Abraham ist.[10]

### Zweite Doppelseite: Erzelternerzählungen

#### fol 4v

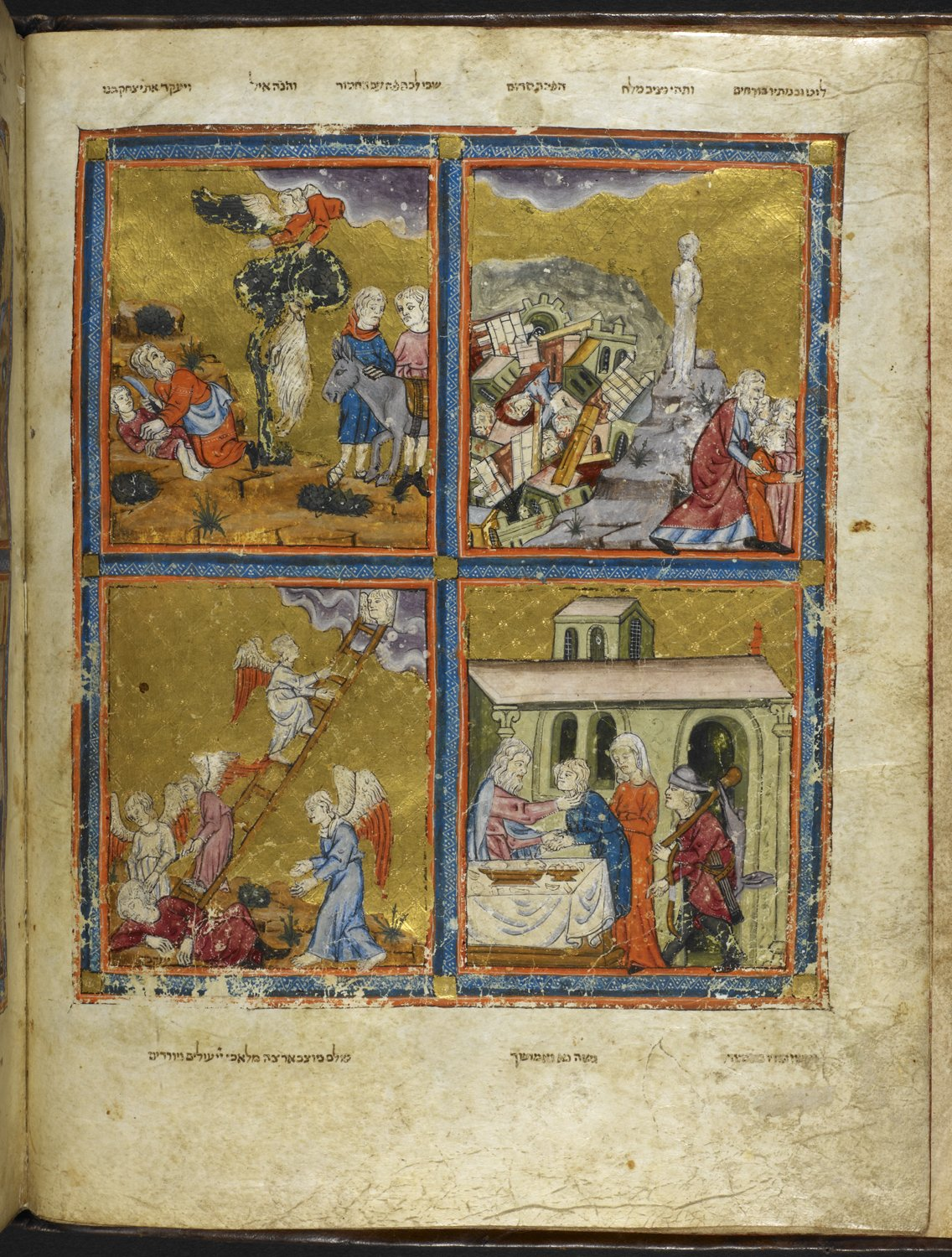
fol 4v

- Lot und seine Töchter fliehen aus Sodom; Lots Frau erstarrt zur Salzsäule (Gen 19,15–26 EU).
- Bindung Isaaks (Gen 22,1–19 EU). Der Buchmaler der Goldenen Haggada löste sich hier ganz von der christlichen ikonografischen Tradition und fand zu einer neuen Darstellung dieser für die jüdische Liturgie sehr wichtigen Erzählung:[11] Er verzichtete auf das von Isaak getragene Holz (in der christlichen Typologie auf die Kreuzigung gedeutet) und auf den Altar, der bei christlichen Darstellungen des Themas auf die eucharistische Feier verweisen kann. Stattdessen liegt Isaak gebunden am Boden und wird von Abraham gehalten, der sich über ihn beugt und im Begriff ist, seinen Sohn mit dem Messer zu schlachten. Abrahams Blick richtet sich auf den Engel, der vom oberen Bildrand aus einer Wolke heraus auf den Baum in der Bildmitte weist, in dem ein Widder als Opfertier hängt, das Abraham an Stelle Isaaks schlachten soll. In der rechten Bildhälfte stehen zwei Knechte mit dem Esel, die Abraham zurückgelassen hatte, als er sich anschickte, Isaak dem göttlichen Befehl gemäß zu opfern.
- Der blinde Isaak betastet Jakob, der sich als Esau ausgibt, um dessen Segen zu erlangen (Gen 27,1–29 EU). Im Hintergrund der Szene sieht man eine Hausarchitektur. Isaak sitzt am linken Bildrand hinter dem mit weißem Tuch gedeckten Tisch, auf dem Jakobs Mahlzeit serviert worden ist: angeblich Wildbret, tatsächlich aber ein von Rebekka zubereitetes Böckchen aus Jakobs Herde. Jakob tritt von rechts an den Tisch heran, leicht vornüber gebeugt, damit Isaak seine Haut am Hals betasten kann. Denn der blinde Vater ist im Zweifel, ob er wirklich seinen Lieblingssohn Esau vor sich hat. Hinter Jakob steht Rebekka; ihre Anwesenheit bei dieser Szene wird im biblischen Text nicht erwähnt und unterstreicht, dass Rebekka die treibende Kraft hinter Jakobs Erlistung des Segens ist und es somit auch ihr Verdienst ist, dass Jakob diesen Segen erhält.[12] Esau kehrt mit einem (nicht koscheren) Hasen von der Jagd zurück und tritt von der rechten Seite mit zügigem Schritt hinzu (vgl. Gen 27,30 EU).
- Jakobs Traum von der Himmelsleiter (Gen 28,10–22 EU). Jakob schläft am linken unteren Bildrand, und von ihm ausgehend ist eine Leiter diagonal zur rechten oberen Ecke gestellt, wo sie in einer Wolke endet. Zwei Engel steigen auf der Leiter herab und betrachten den Schlafenden. Dies entspricht der zeitgenössischen christlichen Darstellung der Szene, die allerdings im Himmel gern Gott-Vater darstellte, was sich aufgrund des Bilderverbots für den Künstler der Goldenen Haggada verbot. Stattdessen sieht man eine Art quadratisches Himmelstor in der Wolke, aus dem zwei Engel herausblicken; ein auf der Leiter aufsteigender Engel ist diesen zugewandt. Auf dem Erdboden nähert sich von rechts ein weiterer Engel der Leiter. Diese beiden aufsteigenden Engel sind durch die spätantiken aramäischen Targumim zur Stelle zu erklären. Demnach wurde den beiden Engeln, die Lot aus Sodom gerettet hatten, zunächst die Rückkehr in den Himmel verwehrt, da sie zu viel himmlische Geheimnisse preisgegeben hätten. Nun wanderten sie auf Erden, bis Jakob sein Elternhaus verließ. Dann schlossen sie sich ihm auf seiner Reise an. Als Jakob in Bethel sein Nachtlager wählte und von der Himmelsleiter träumte, nutzten die beiden Engel die Gelegenheit und kehrten auf dieser Leiter in den Himmel zurück.[13]

#### fol 5r
- Jakobs Kampf am Jabbok (Gen 32,23–33 EU).
- Josefs Traum von den sich neigenden Getreidegarben (Gen 37,5–8 EU).
- Josef erzählt seinem Vater Jakob von seinen Träumen (Gen 37,9–11 EU). Im Hintergrund ist die Architektur eines Hauses zu sehen. Der kindliche Josef tritt von der linken Bildseite an seinen sitzenden Vater heran, der ihm mit Redegestus zugewandt ist. Die rechte Bildhälfte füllen die zuhörenden, stehenden älteren Brüder Josefs.
- Ein Engel weist Josef den Weg zu den Brüdern, die ihre Schafherde hüten (vgl. Gen 37,15–17 EU). Dieses Bild ist durch einen in der Mitte platzierten Baum zweigeteilt. Unter dem Baum steht der weißgekleidete Engel, der dem von rechts herantretenden, als Wanderer gekleideten Josef anspricht. Die rechte Bildseite zeigt unten die Schafe, dahinter die unter dem Baum sitzenden, sich unterhaltenden Brüder mit ihrem Hütehund.

### Dritte Doppelseite: Josef in Ägypten

#### fol 6v
- Die Brüder werfen Josef in eine Grube und tränken sein Gewand mit Tierblut (Gen 37,23–26 EU; Gen 37,31 EU).
- Midianiter ziehen Josef aus der Grube, um ihn als Sklaven zu verkaufen (Gen 37,28 EU).
- Die Brüder legen Josefs blutiges Gewand dem Vater als fingierten Beweis für Josefs Tod vor; Jakob zerreißt trauernd sein Gewand  (Gen 37,32–34 EU).
- Als Sklave in Ägypten flieht Josef vor den Nachstellungen seiner Herrin (Gen 39,7–18 EU); im Gefängnis deutet er zwei Mitgefangenen, Obermundschenk und Oberbäcker, ihre Träume (Gen 40,1–23 EU).

#### fol 7r
- Der Pharao träumt von sieben mageren Kühen, die die sieben fetten Kühe verschlingen, und sieben mageren Ähren, die die sieben fetten Ähren verschlingen (Gen 41,1–7 EU).
- Josef berät den Pharao (Gen 41,25–32 EU).
- Die Brüder sind nach Ägypten gereist, um Getreide zu kaufen; Josef lässt Simeon binden, um damit die Mitnahme Benjamins bei der nächsten Ägyptenreise zu erzwingen (Gen 42,14–24 EU).
- Juda drängt Jakob, den kleinen Benjamin mit nach Ägypten reisen zu lassen (Gen 43,8–10 EU).

### Vierte Doppelseite: Israel in Ägypten

#### fol 8v
- Jakob segnet den Pharao (Gen 47,7 EU). Ein Nil voller Fische ist zu sehen, entsprechend der Tradition, dass Jakobs Segen sich besonders auf die Fruchtbarkeit des Nil ausgewirkt habe.[14]
- Jakob segnet Josefs Söhne Ephraim und Manasse (Gen 48,1–20 EU).
- Jakob wird nach seinem Tod betrauert (Gen 50,1–3 EU).
- Der neue Pharao lässt die neugeborenen israelitischen Jungen in den Nil werfen; die Hebammen Schifra und Pua führen seinen Tötungsbefehl nicht aus (Ex 1,15–22 EU). Diese und die folgenden Szenen aus dem Buch Exodus kontrastieren Ägypter und Israeliten. Sie sind sich in ihrer aristokratischen Haltung, Mimik, Gestik und (mit Ausnahme der Fronarbeits-Szenen) auch der Kleidung sehr ähnlich. Während es in der zeitgenössischen christlichen Ikonographie üblich war, die negativ gewerteten Juden als hässlich darzustellen, gibt es in der Goldenen Haggada keine vergleichbare Darstellung hässlicher Nichtjuden.[15] Am linken Bildrand sitzt der Pharao unter einem Baldachin auf seinem Thron, vor ihm stehen die beiden Hebammen, zu seinen Füßen kauert eine männliche Gestalt. In der rechten Bildhälfte sieht man einen Ägypter, gerade damit beschäftigt, einen Säugling in den Nil zu werfen, in dem bereits ein toter Säuglinge treibt. Die kauernde Gestalt ist durch den Midrasch als ägyptischer Wahrsager interpretierbar, der dem Pharao die Geburt des Erlösers Israels vorhergesagt und damit dessen Kindermord-Pläne angeregt habe.[16]

#### fol 9r
- Der Säugling Mose, in einem Schilfkästchen auf dem Nil ausgesetzt, wird von der Tochter des Pharao beim Baden gefunden; Moses Schwester Mirjam beobachtet dies vom Ufer aus (Ex 2,1–6 EU). Die Goldene Haggada zeigt drei unbekleidete junge Frauen beim Baden im Nil, die den Blick auf das Kästchen richten, welches die am weitesten rechts stehende badende Ägypterin ergreift. Welche der drei Badenden die Pharaonentochter ist, bleibt offen. Das entspricht der Unentschiedenheit in der jüdischen Auslegungstradition, ob die Prinzessin selbst oder eine ihrer Dienerinnen Mose rettet.[17]
- Die Tochter des Pharao trägt den Moseknaben auf dem Arm und zeigt ihn dem Pharao.
- Ein Ägypter schlägt einen Israeliten und wird von Mose getötet (Ex 2,11–12 EU). Die Szene wurde in der christlichen Kunst selten dargestellt, und wenn, dann ist der Moment ins Bild gefasst, in dem der Ägypter die tödliche Wunde empfangen hat und zu Boden sinkt. Die Goldene Haggada zeigt ähnlich wie ihre jüngere Schwesterhandschrift (Sister Haggadah) Mose neben dem Leichnam mit einer Axt als Tatwaffe.[18]
- Mose auf der Flucht begegnet Hirten mit ihren Schafen an einem Bach. Er schützt Jitros Töchter vor den aggressiven Hirten (Ex 2,16–19 EU). In christlichen Darstellungen dieser Szene verjagt Mose die Hirten und nutzt seinen Stab als Waffe; hier ist er waffenlos und scheint eher mit ihnen zu verhandeln.[19]

### Fünfte Doppelseite: Moses Auftrag

#### fol 10v
- Mose am brennenden Dornbusch (Ex 3,1–22 EU). Die Darstellung dieser biblischen Erzählung stimmt fast völlig mit der Maciejowski-Bibel überein, die um 1250 für den französischen Hof hergestellt wurde.[20] Zu sehen ist Mose, der von rechts herantritt, des brennenden Buschs erstmals gewahr wird und sein Gesicht verhüllt. Am rechten Bildrand sieht man diesen Busch auf einer Bergeshöhe, aus den Flammen wendet sich ein Engel Mose zu, der im Zentrum des Bildes kauernd ein zweites Mal dargestellt ist, wie er seine Schuhe auszieht, während er zum Engel emporblickt. Im Vordergrund links sieht man Moses Schafherde mit dem Hütehund.
- Mose kehrt mit seiner Familie nach Ägypten zurück (Ex 4,20 EU). Ein bartloser, speertragender junger Mose führt seinen Esel am Zügel, auf dem seine Frau Zippora reitet, die beiden Söhne Gerson und Elieser auf dem Schoß. Die Ikonographie erinnert stark an das christliche Bildthema der Flucht nach Ägypten.[21] Katrin Kogman-Appel vermutet, dass Zippora in einer Zeit des aufblühenden christlichen Marienkults zu einem jüdischen Gegenentwurf stilisiert wurde: „Während Maria die Mutter des Messias ist, ist Zippora die Gemahlin des Erlösers Israel[s]. Sie trägt Moses Kinder auf einem Esel und entspricht in ihrer Funktion jener Mariens auf der Flucht aus Ägypten.“[22] Am linken Bildrand steht Moses Bruder Aaron, mit dem Mose in einem Gespräch begriffen ist, wobei er auf seine junge Familie deutet. Der rabbinischen Auslegung zufolge war Aaron dagegen, dass Moses Familie nach Ägypten zurückkehrte.[23]
- Das Wunder mit dem Stab, der zur Schlange wird, beglaubigt Mose und Aaron bei den Israeliten (vgl. Ex 4,2–5 EU; Ex 4,30–31 EU). Mose und Aaron stehen an der rechten Seite; Mose hält den Stab, der sich gerade in eine Schlange verwandelt. Links steht eine Gruppe bewundernder Israeliten, die beiden vorderen Männer knien.
- Mose und Aaron treten dem Pharao gegenüber (Ex 4,20 EU). Die beiden Israeliten kommen vom rechten Seitenrand, der Pharao sitzt am linken Seitenrand auf seinem Thron, umgeben von zwei am Boden kauernden und einem stehenden Höfling. Die Haltung des Pharao ist entspannt und selbstsicher: Er hat den linken Fuß angezogen, dessen Knöchel die rechte Hand locker berührt, während der linke Unterarm auf dem angewinkelten linken Knie ruht und die linke Hand das lange Zepter fast spielerisch balanciert. Während er laut Bibeltext mit vorwurfsvoller Frage auf Mose reagiert, ist es hier der stehende Höfling, der mit Redegestus dargestellt ist.[24]

#### fol 11r
- Israeliten bei der Fronarbeit: Ziegelherstellung.
- Israeliten bei der Fronarbeit: Häuserbau.
- Mose und Aaron vor dem Pharao (Ex 7,1–13 EU). Die ägyptischen Zauberer können zwar ebenfalls ihre Stäbe in Schlangen verwandeln, aber Aarons zur Schlange gewordener Stab verschlingt die ihren.
- Erste Plage: Der Nil wird zu Blut, die Fische sterben (Ex 7,14–25 EU). Im Hintergrund sieht man einen Ägypter, der am Nilufer nach Grundwasser gräbt, aber im Boden nur auf Blut stößt.

### Sechste Doppelseite: Ägyptische Plagen

#### fol 12v

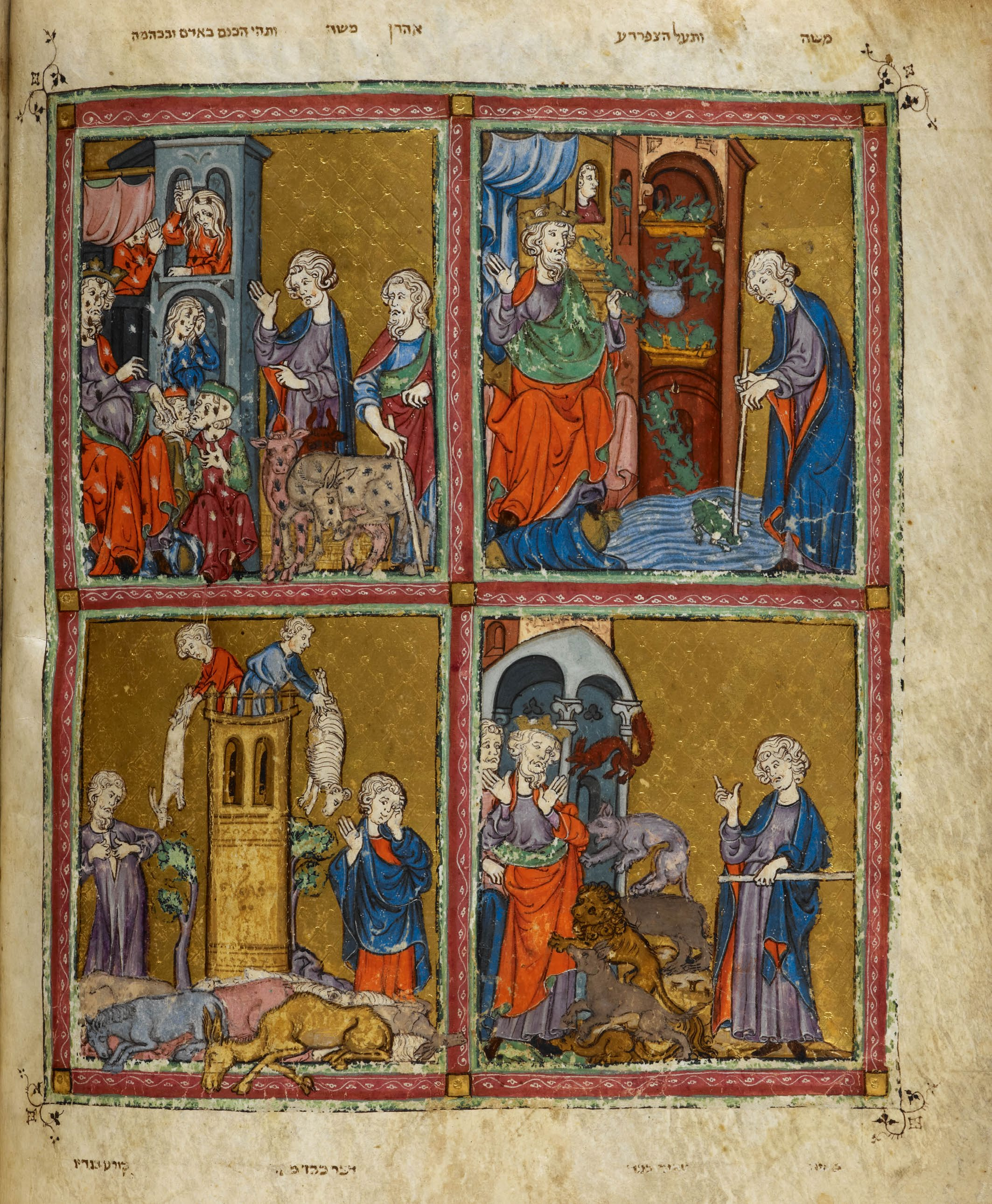
fol 12v

- Zweite Plage: Massen von Fröschen steigen aus dem Nil (Ex 7,26–29 EU; Ex 8,1–11 EU).
- Dritte Plage: Ungeziefer befällt Mensch und Tier (Ex 8,12–15 EU).
- Vierte Plage: Wilde Tiere greifen den Pharao an (Ex 8,16–28 EU). Die jüdische und die christliche Interpretation dieser Plage unterscheiden sich, weil das Substantiv hebräisch עָרֹב ‘ārov von christlichen Exegeten als Ungeziefer (unterschiedlicher Art) verstanden wurde, während der Targum Onkelos übersetzte: ein „Gemisch wilder Tiere“.[25] Zwar ist hier zu sehen, wie ein aggressives Eichhörnchen dem Pharao zusetzt, aber der Künstler geht nicht so weit, den Pharao der Lächerlichkeit preiszugeben, wie das etwa in der Rylands Haggada der Fall ist.[26]
- Fünfte Plage: Viehsterben (Ex 9,1–7 EU).

#### fol 13r
- Sechste Plage: Hautkrankheit (Ex 9,8–12 EU).
- Siebte Plage: Hagel (Ex 9,13–35 EU).
- Achte Plage: Heuschrecken (Ex 10,1–20 EU).
- Neunte Plage: Finsternis (Ex 10,21–29 EU). Die Israeliten nehmen von den Ägyptern Beute (Ex 11,2–3 EU). Dieses Bild ist horizontal in zwei Hälften geteilt. Oben sieht man die ägyptische Finsternis: rechts eine Gruppe von drei im Dunkeln herumtastenden Ägyptern, mittig eine Gruppe sitzender, miteinander redender Ägypter und links auf seinem Thron den Pharao, der gleichfalls desorientiert in der Luft herumzutasten scheint. Die untere Bildhälfte zeigt eine selten dargestellte Szene. Während dem Bibeltext und auch dem Midrasch zufolge die Israeliten von den Ägyptern bei ihrem Auszug Wertgegenstände erbitten und erhalten, ist hier zu sehen, wie sie einen unbewachten Schatz plündern. Aus einem offenen Wandschrank nehmen zwei Israeliten wertvolle Gefäße, ein dritter steht daneben und schaut zu, links geht ein weiterer Israelit gebückt unter seiner Last davon, er trägt einen offenbar schweren Kasten. Alle vier Israeliten tragen die kurzen Tuniken der Sklaven. Die kostbaren Gefäße sind als Kelch und Ziborium erkennbar, der Wandschrank ist als Tabernakel zu deuten. Die Goldene Haggada steht mit dieser polemischen Darstellung eines Kirchenraubs im Kontext der ägyptischen Plagen auch unter zeitgenössischen Haggadot allein.[27] Julie A. Harris verweist zur Erläuterung auf die Verschlechterung der Lebensbedingungen für die jüdischen Gemeinden im Königreich Aragón im frühen 14. Jahrhundert. Obwohl das Kirchenrecht und auch das talmudische Recht es untersagten, Vasa sacra zu verpfänden bzw. als Pfand anzunehmen, kam dies dennoch vor. Es ist daher möglich, die Erbeutung von Kelch und Ziborium als Rückholung von Pfändern zu interpretieren, die jüdischen Geldverleihern weggenommen worden waren.[28]

### Siebte Doppelseite: Auszug aus Ägypten

#### fol 14v

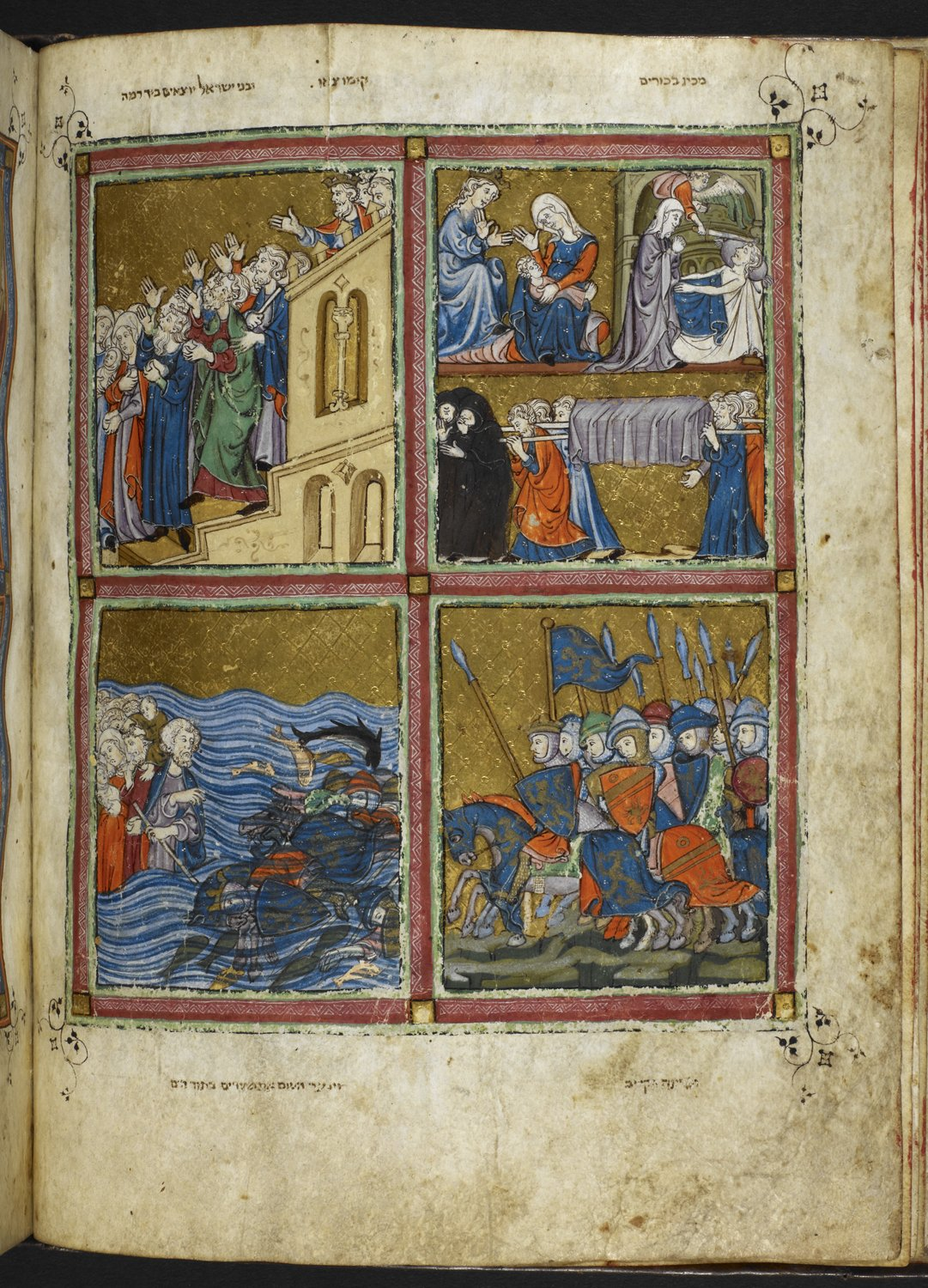
fol 14v

- Zehnte Plage: Tötung der Erstgeburt (Ex 12,29–30 EU). Das Bildfeld ist horizontal geteilt. In der oberen Bildhälfte ist rechts zu sehen, wie der Todesengel eine schlafende Person mit dem Schwert am Kopf trifft. Links daneben beweinen der Pharao und seine Frau ihr totes Kind. In der unteren Bildhälfte zieht ein Leichenzug mit schwarz gekleideten Trauernden vorbei.
- Die Israeliten werden vom Pharao ausgewiesen (Ex 12,31–33 EU). Rechts ist eine Treppenarchitektur zu sehen, auf der oben der Pharao steht; hinter ihm sind zwei Ägypter erkennbar. Die unbewaffneten Israeliten gehen dicht gedrängt die Treppe hinunter und haben kleine Teigpäckchen (für das Backen von Matze) in der linken Hand, während ihre rechte Hand erhoben ist; letzteres ist ein sehr wörtliches Verständnis von Ex 14,8 EU, das sich in christlichen Darstellungen der Szene nicht findet.[29]
- Das ägyptische Heer nimmt die Verfolgung auf.
- Die Israeliten ziehen durchs Schilfmeer, in dem die verfolgenden Ägypter ertrinken. Die Darstellung dieser Szene hat spätantike Vorbilder (Durchzugssarkophage, Fresko in der Synagoge von Dura Europos, Mosaik von S. Maria Maggiore). In der linken Bildhälfte sieht man die durch das geteilte Wasser ziehenden Israeliten. Mose als der Letzte beschließt ihren Zug, wendet sich zu den verfolgenden Ägyptern und lässt das Wasser zusammenströmen, in dem die Ägypter untergehen.[30]

#### fol 15r

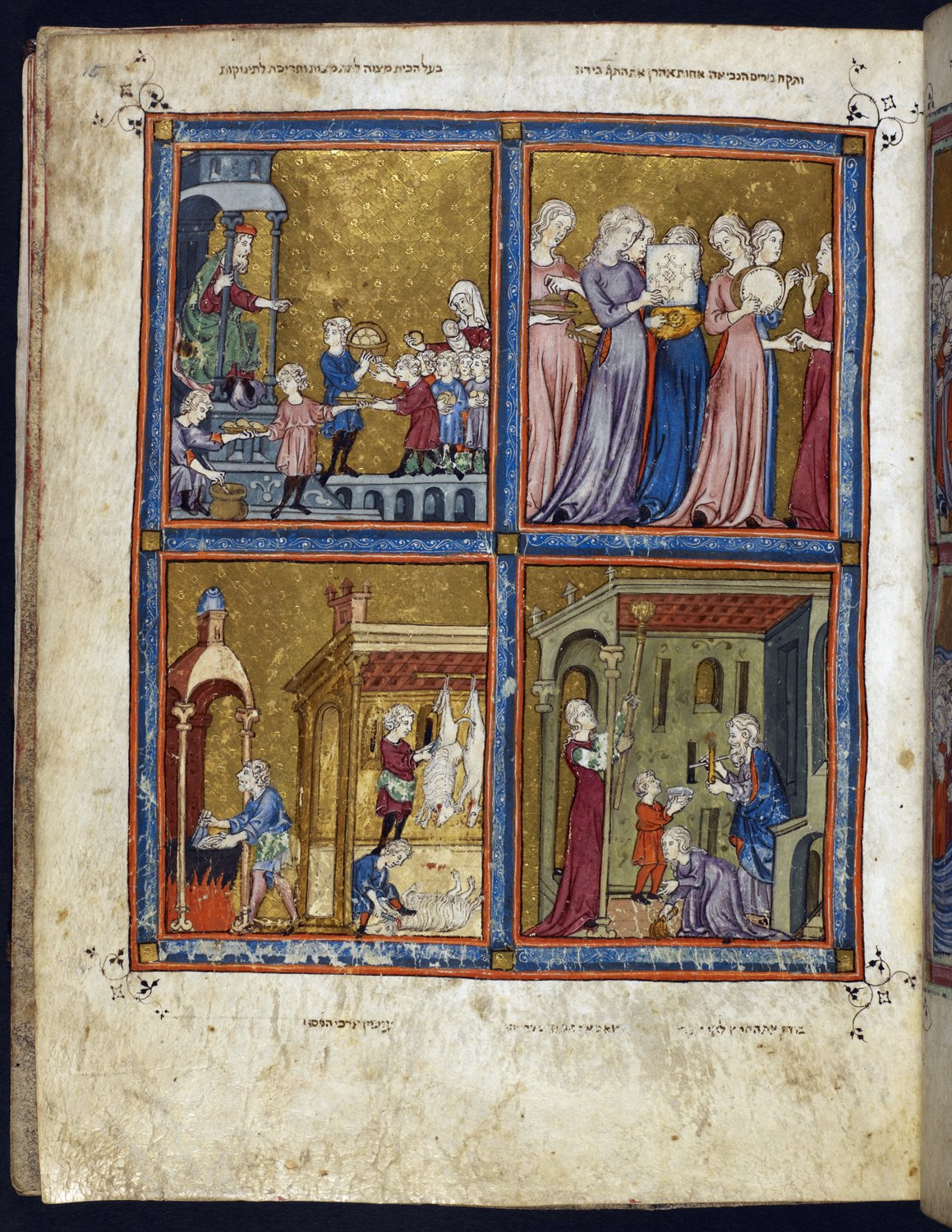
fol 15r

- Mirjam und musizierende Frauen (Ex 15,20 EU). In mehreren zeitgenössischen Haggadot ist dies das Schlussbild des Bibelzyklus. Die Goldene Haggada stattet die Gefährtinnen Mirjams mit verschiedenen Musikinstrumenten aus, darunter Lauten, Handzimbeln und je eine runde und eine viereckige Handtrommel. Am rechten Bildrand tanzen zwei junge Frauen und halten sich an den Händen.[31]
- Pessachvorbereitungen: Der Hausherr lässt Matzen und Charosset vor dem Beginn des Sedermahls an die Familienmitglieder verteilen. Das entspricht sephardischem Brauch; in der Sarajevo-Haggada ist die gleiche Szene dargestellt.[32] Mit diesem und den beiden folgenden Bildern wird von der biblischen Erzählung auf die häusliche Pessachfeier des Auftraggebers, wie sie im frühen 14. Jahrhundert üblich war, übergeleitet.
- Pessachvorbereitungen: Man sieht den Innenraum eines Hauses. Zwei Frauen reinigen die Decke und den Fußboden. Ein älterer Mann untersucht mit einer Kerze die Nischen in der Mauer nach Krümeln von Chametz. Dabei assistiert ihm ein kleiner Junge, der ein Gefäß hält.[33] Alle sind mit der rituellen Reinigung des Hauses vor Pessach beschäftigt, aber während die männlichen Familienmitglieder dabei die Mitzwa des Entfernens von Chametz erfüllen, kommt den Frauen die Putzarbeit zu, stellt Evelyn M. Cohen fest, die darin den niedrigeren Status von Frauen dokumentiert sieht.[34]
- Pessachvorbereitungen: Schlachtung von Schafen, Ausglühen des Kochgeschirrs.

## Text der Haggada
Mit fol 24v beginnt der liturgische Text der Haggada. Anfangsworte einzelner Textabschnitte sind kalligrafisch hervorgehoben. Im Text finden sich zwei stark stilisierte Darstellungen der kreisrunden Matze (fol 44v) und des Bitterkrauts (Maror, fol 45r). Diese Illustrationen weisen alle mittelalterlichen katalanischen Haggadot auf. Bei den stilisierten Matzen gibt es eine Gruppe, die ein geometrisches Muster im Mudéjar-Stil zeigen; hierzu gehört auch die Goldene Haggada. Andere Haggadot nehmen Motive der Gotik auf. Michael Batterman interpretiert diese stilisierten Matzen als selbstbewusste jüdische Ikonographie einer Minderheit in einer früher muslimischen, jetzt christlichen Mehrheitsgesellschaft, in der die Kreisform auf verschiedene Weise symbolisch aufgeladen werden konnte: als Siegel, kosmisches Diagramm und vor allem als eucharistische Hostie.